# Hyperythra luteata
Hyperythra luteata là một loài bướm đêm trong họ Geometridae.